# 里見忠義
里見 忠義（さとみ ただよし）は、安土桃山時代から江戸時代前期にかけての大名。安房国館山藩の第2代藩主。安房里見氏の当主・里見義康の長男。徳川秀忠より偏諱を受け、忠義と名乗った。

## 生涯

### 前半生
文禄3年（1594年）、安房館山藩初代藩主・里見義康の長男として誕生。梅鶴丸と名乗る。
慶長8年（1603年）、父・義康の死により、10歳で家督を相続する。幼少であったため、正木時尭・山本清七・板倉大炊助・堀江頼忠らが補佐をした。慶長11年（1606年）11月15日には、江戸幕府2代将軍・徳川秀忠の面前で元服し、一字を賜って忠義と命ぜられた。従四位下・安房守に叙任され、12月2日には侍従に任ぜられた。
慶長16年（1611年）、老中大久保忠隣の孫娘を娶った。
慶長17年（1612年）2月2日、忠義は鯨を捕獲した時は、一頭につき一尺八寸四方の皮を一枚ずつ初穂として伊勢神宮へ献上するように命じており、捕鯨を確認することができる。
慶長17年（1612年）10月3日には、金子・木布・新ひた銭・実綿の売買値段を公定した文書を出しており、前代よりも強力な商業統制政策が打ち出された。
慶長18年（1613年）7月27日、無住であった知恩寺に寺領を寄附したことが確認されている。

### 後半生
慶長19年（1614年）9月9日、重陽の賀儀を述べるため幕府に出仕しようとした忠義に国替えが命ぜられ、室の実家であった大久保家に預蟄居の身となった。やがて幕府の沙汰として安房国を没収、鹿島3万石の替地として伯耆国に3万石を与えられ、倉吉に移ることとなった。正木時尭は駿府の徳川家康に哀訴したが、10月10日に家康の使者が来て、伯耆で知行を出すので伯耆に行くように言渡しがあったため、忠義も時尭も諦めて倉吉に行くこととなった。
改易の理由としては、主として大久保忠隣の孫婿であるための連座であったとされる。その他の理由としては城郭修補、牢人召し抱えが挙げられる。同年には下野国佐野藩の佐野氏も改易されており、結果として関東地方で外様大名の勢力が縮小していくことになった。
9月末に安房を出発し、12月に伯耆倉吉に到着する。倉吉の神坂に屋敷を与えられたが、代官山田五郎兵衛から引渡されたのは久米・河村両郡のうち4千石であったとされる。ただ、元和2年には山田八幡、北野天神の二社を修造し、元和6年には山長大明神で社殿の修造を行っているため、寄進をするだけの財力があったことが確認できる。また、北条町北尾の八幡神社修造の際に忠義が出した棟札も現存が確認されている。元和3年（1617年）3月6日、池田光政が播磨姫路藩から因幡国・伯耆国に移封になった際、忠義は田中村に移され、わずか百人扶持となる。その後さらに堀村という地に移された。
元和8年6月19日（1622年7月27日）に死去。行年29歳。定光寺の川原で火葬され大岳院に葬られた。遺骨の一部は高野山の里見家代々の廟にも納められた。

## 子孫
嗣子がないとされ、すなわち安房里見氏の嫡流は断絶した。しかし、実は側室との間に3人の男子を儲けていたとする話があり、その子孫は他家に仕えた（孫の義旭が間部氏に仕官。利輝―義安―義旭）。また、これ以前に山下貞倶・広部義次の子孫は里見姓に復していたという（忠義の実子であることの真偽については疑問を呈する意見がある）。貞倶の子孫は旗本になっている。忠義の叔父の里見忠重（外記、讃岐守）は、酒井家次の婿であったため400石取りの酒井家の家臣となる。上記の3人の男子以外にも元和8年6月19日の段階で5歳の忘れ形見がいたとする話がある。のち土佐国高岡郡浦ノ内村東分に居所を定めたと伝わり、この子孫は十一家に分かれ、若宮八幡を氏神として祀っている。

## 八賢士
忠義の死去から三ヶ月後の9月19日、板倉昌察ら8人の側近が殉死し、忠義とともに大岳院に葬られ「八賢士」と讃えられた（6人、7人説もある）。川名登は「この殉死した八人の話で、ふと『南総里見八犬伝』を思い出す。馬琴はどこかでこの八殉死者の話を聞いたのではなかろうか。殉死者の気持は、『八犬伝』の中の八犬士のような働きをして再び里見家を再興したかったにちがいない。」と述べている。なお、板倉昌察の殉死は確認することができないとする指摘もある。

## 家族
以下出典は参考による。
- 父：里見義康（1573-1603）
- 母：織田信長の姪
- 正室：大久保忠常の娘
  - 長女：久永飛騨守重章室とされるが、母と推測される
  - 次女：木下延次（縫殿助延由）正室? - 大久保忠常の養女、?-慶安5年（1652年）
- 側室
  - 男子：里見利輝（慶長19年（1614年） - 正保元年（1644年））
- 側室：山下休蔵の娘
  - 男子：山下貞倶（通称は休三、寛永11年（1634年）に徳川家光に仕え旗本になり、苗字を里見とする）
- 側室：広辺高次の娘
  - 男子：広部義次 - 通称は忠三郎

※ただし、山下貞倶、広部義次の2名については忠義の実子かどうか疑問とする説がある。

## 忠義に関する行事・祭事
- 倉吉里見時代行列 - 里見忠義と八賢士の墓所大岳院がある倉吉市打吹玉川で、9月第1日曜日開催。
- せきがね里見まつり - 関金温泉で9月第一日曜日開催。